# Château de Dundarg
Le château de Dundarg est un château en ruines situé à environ 2 kilomètres au nord-est de New Aberdour, dans l’Aberdeenshire en Écosse. Il fut un des « Neuf châteaux de Knuckle ». Il fut construit au XIIIe siècle par la famille Comyn, puis détruit, probablement par Robert Bruce, en 1308. Il fut reconstruit en 1334 mais détruit presque immédiatement au cours d’un siège resté célèbre. Des preuves de cette double destruction furent mises au jour lors de fouilles en 1911-1912 et en 1950-1951 (menées par W. Douglas Simpson) quand plusieurs objets médiévaux furent découverts.